# Euchalcia eversmanni
Euchalcia eversmanni är en fjärilsart som beskrevs av Otto Staudinger 1896. Euchalcia eversmanni ingår i släktet Euchalcia och familjen nattflyn. Inga underarter finns listade i Catalogue of Life.